# Jüdische Berufsfachschule Masada
Die Jüdische Berufsfachschule Masada wurde in den Jahren 1947 und 1948 von Samuel Milek Batalion in Darmstadt gegründet und geleitet. Das Ziel der Schule war es, den jungen Holocaust-Überlebenden eine Ausbildung und neuen Lebenswillen zu geben und sie auf ein mögliches Leben in Israel vorzubereiten. Die Schule unterrichtete zwischen 45 und 60 Schüler. Die Schule begann ihre Tätigkeit im September 1947 und schloss nach der Gründung des Staates Israel am 14. Mai 1948 mit der Auswanderung der Schüler nach Israel. Die nur zehn Monate bestehende Schule repräsentiert einen Markstein der hessischen Nachkriegsgeschichte und gilt als Symbol für die Neuentstehung und die Etablierung jüdischen Lebens im Nachkriegsdeutschland.

## Schule
Die programmatisch nach der jüdischen Festung Masada benannte Schule war eine mit der Betar-Bewegung in Verbindung stehende Berufsfachschule. Die Betar-Bewegung war eine rechtsgerichtete, revisionistisch-zionistische Jugendbewegung, die 1923 mit dem Ziel gegründet wurde, einen jüdischen Staat beiderseits des Jordans zu errichten. Es war ungewöhnlich, dass die Schule Samuel Milek Batalion unterstand, da fast alle Schulen für Displaced Persons (DPs) nach dem Zweiten Weltkrieg in DP-Lager untergebracht waren und von der ORT gegründet und unterstützt worden waren.
1946 traf Samuel Batalion den Betar-Aktivsten Moshe Mordchelewitz in Eschwege, auf dessen Anraten Batalion im Hauptsitz der Betar-Organisation in München die Idee der Berufsfachschule präsentierte, die auch genehmigt wurde. Moshe kam nach Darmstadt um der Madrich (Jugendleiter) in der Schule zu werden. Die Schule wurde zum Teil durch das Betar-Zentralkomitee in München und die lokale Amerikanische Militärverwaltung finanziert. Darüber hinaus unterstützten die Landesverwaltung und die Stadt Darmstadt die Gründung der Schule. Einige der Schüler wurden vom JOINT unterstützt.
Samuel Batalion organisierte sowohl die Gebäude, Unterkunft und Versorgung, als auch das Lehrpersonal, die Finanzierung und die Ausstattung der Schule. Ludwig Bergsträsser, der bei der Eröffnung der Schule anwesend war, erwähnte die bevorstehende Schließung der Schule in seinem Tagebuch am 18. Juni 1948.

## Gebäude

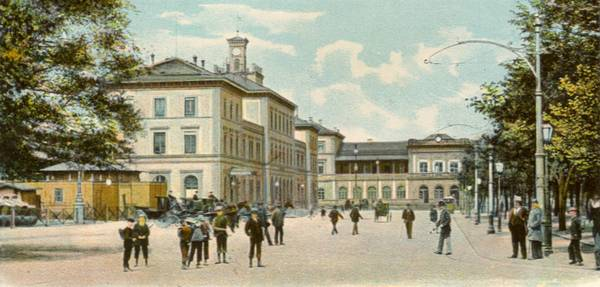
Main-Neckar-Bahnhof in Darmstadt

Die Landesverwaltung und die Stadtverwaltung stellten die Gebäude für die Schule und die Schülerunterkünfte in der Nähe der Schule im ehemaligen Gebäude des Main-Neckar-Bahnhofs am Steubenplatz in der Innenstadt von Darmstadt zur Verfügung. Der seit 1912 außer Dienst gestellte Bahnhof hieß ab 1937 „Jakob-Sprenger-Haus“, benannt nach dem Gauleiter Sprenger, in dem die Nationalsozialistische Volkswohlfahrt des Bezirkes Hessen-Nassau untergebracht war.
Die Unterkünfte befanden sich in einem Gebäude des Krankenhauskomplexes, das sich nicht weit entfernt vom Steubenplatz befand. Die Schüler lebten dort 20 Minuten von der Schule entfernt an der Ecke Bismarckstr. 59 und Grafenstr. 9.
Das Schulgebäude in dem ehemaligen Main-Neckar-Bahnhof enthielt Klassenräume, Werkstätten und eine Kücheneinrichtung. Die Schüler renovierten das verwahrloste Gebäude.
Das Gebäude Steubenplatz 17 wurde später abgerissen. Der auf dem Gelände errichtete Neubau beherbergte das Hessische Landessozialgericht.

## Eröffnung
Am 8. September 1947 nahm die Jüdische Berufsfachschule Masada in Darmstadt ihre Arbeit auf. Die offizielle Eröffnung der Schule erfolgte am 5. Dezember 1947.
Bei dieser Feier eröffnete Oberst Rose, der Bezirksleiter der Amerikanischen Militärverwaltung für den Stadt- und Landkreis Darmstadt, offiziell die Schule. Zu der Eröffnungsfeier kamen weitere Gäste, sowohl Mitglieder der Amerikanischen Militärregierung, der hessischen Staatsregierung, des Regierungspräsidenten, der Stadtverwaltung und der Jüdischen Gemeinde als auch Vertreter des Betar-Zentralkomitees aus München. Aron Propes, der Leiter der Jüdischen Jugendorganisation Betar in Amerika nahm auch an der Eröffnungszeremonie teil und hielt eine Rede bei den Feierlichkeiten nach der Eröffnungszeremonie. Außerdem übermittelten Repräsentanten der deutschen und amerikanischen Regierung und Vertreter anderer Institutionen ihre Glückwünsche zu der Eröffnungsfeier.

## Stundenplan
Die Schule wollte den jüdischen Schülern eine Ausbildung und neuen Lebenswillen vermitteln und sie auf ein mögliches Leben in Israel vorbereiten. Sie wurden zu Schlossern, Metallarbeitern, Tischlern und anderen Handwerkern ausgebildet. Zu diesem Zweck wurden sie in den Fächern Technisches Rechnen, Messkunde, Installations-, Schwachstrom- und Allgemeine Elektrotechnik unterrichtet. Außerdem wurde ihnen Hebräisch, Jüdische Philosophie, Sport und die Grundlagen von Betar und des Zionismus beigebracht. Die Bücher dafür wurden gestellt von der Betar-Organisation München. Der Unterricht fand jeden Tag für zehn Stunden statt.

## Schüler
Die Schule unterrichtete zwischen 45 und 60 Holocaust-Überlebende aus verschiedenen DP-Lagern der Amerikanischen Besatzungszone so im DP-Lager Babenhausen, im DP-Lager Dieburg, im DP-Lager Rochelle in Eschenstruth, in Gabersee und in Weilheim. Die meisten kamen aus Polen, eine große Anzahl aus Rumänien. Die rumänischen Emigranten wanderten erst recht spät nach Deutschland ein und wohnten deshalb auch nicht mehr in DP-Lagern, sondern kamen direkt in die Berufsfachschule Masada. Die anderen Schüler kamen aus Ländern wie Litauen, Ungarn und der Tschechoslowakei und sprachen mehrere Sprachen. Die am meisten gesprochenen Sprachen waren Jiddisch und Deutsch, gefolgt von Polnisch und Rumänisch. Einige sprachen auch Ungarisch, Russisch und Hebräisch. Fast alle Schüler äußerten den Wunsch, nach Palästina auszuwandern. In den Karteikarten der Schüler wurde vermerkt, dass 19 von ihnen am 3. Juli 1948 nach Palästina auswanderten. Einige wenige gaben an, in die USA auswandern oder in Deutschland bleiben zu wollen.

## Wichtige Personen

### Samuel Milek Batalion
Samuel Milek Batalion, Gründer und Direktor der Berufsfachschule Masada, wurde am 22. September 1918 in Stryj als Sohn von Natan Batalion-Lebersfeld und Fanny Hennenfeld geboren. 1937 schloss er die Schule ab und trat der Betar-Bewegung bei. Er schrieb sich an der Universität in Lemberg (Lvov) für ein Jurastudium ein, floh aber Ende 1939 nach Russland, kurz nachdem er Hitlers Mein Kampf gelesen hatte. Er lief den ganzen Weg nach Perm, wo er mehrere Jahre blieb, als Klempner arbeitete und später Stationsleiter in einer Sowchose wurde. Er wurde zweimal verhaftet, einmal davon wurde er beschuldigt ein Zionist zu sein. Er willigte zum Schein ein, seine Kollegen und Freunde für den NKWD (Kommunistische Geheimpolizei) auszuspionieren und wurde daraufhin freigelassen. Nach seiner Freilassung organisierte er sich falsche Papiere, die ihn als Boxer auswiesen. Um dann seinem ersten Kampf zu entgehen, floh er nach Saratow. Durch die Hilfe von Bekannten fand er dort seine Schwester Helen wieder. Dort traf er auch Sophie Osser, die er am 8. Mai 1945 heiratete. Sie verließen Saratow einige Monate später um durch Polen nach Deutschland einzureisen. Ende 1945 fuhren Batalion und eine Gruppe seiner Freunde nach Westberlin. Als russische Offiziere verkleidet überquerten sie die Grenze nach Westberlin in einem Offiziersauto und gaben an, in einer geheimen Nachtmission unterwegs zu sein. Er fuhr nach Hannover und von dort zu dem DP-Lager in Eschwege. Dort wurde er Offizier bei der UNRRA und half bei der Organisation von mehreren neuen DP-Lagern. Bis Oktober 1946 lebte er mit seiner Frau in Hessisch Lichtenau. Dort begann er mit der Planung der Schulgründung und wurde im Mai 1947 zum Direktor der Jüdischen Berufsfachschule in Darmstadt ernannt. Er leitete die Schule bis zu ihrer Schließung 1948. Batalion wurde daraufhin selbständiger Geschäftsmann. Das Paar bekam zwei Kinder: Lea Dror-Batalion und Nathan Batalion. Ende 1950 zog die Familie nach Frankfurt am Main. Samuel Batalion starb 2000 in Frankfurt.

### Moshe Mordchelewitz
Moshe Mordchelewitz, der Madrich der Schule, unterrichtete Hebräisch, Jüdische Philosophie, Sport und die Grundlagen der Betar-Bewegung und des Zionismus.
Er wurde am 18. Februar 1920 in Kovno (Kaunas) in Litauen geboren. Seine Eltern waren Sarah Brode und Eisig Mordchelewitz. 1937 trat Moshe nach Beendigung des Gymnasiums der Betar-Bewegung bei. 1939 wurde er von der litauischen Armee eingezogen, die aber bereits 1940 nach dem sowjetischen Einmarsch aufgelöst wurde. Nachdem Deutschland am 22. Juni 1941 Litauen besetzt hatte, wurden dort Ghettos für die Juden errichtet. Moshes beide Brüder, Yaakov und Sissel, wurden 1943 im Ghetto von Kovno erschossen. Moshe gelang es zu fliehen. Bis 1945 musste er Zwangsarbeit in Russland leisten, von wo er 1946 nach Polen zurückkehrte und von dort nach Deutschland weiterreiste. In der Betar-Bewegung traf er Samuel Batalion auf einer Betar-Konferenz, wurde Madrich an der Berufsfachschule Masada aufgrund seiner Erfahrung, die er zuvor als Madrich in Gabersee Wasserburg sammeln konnte. Moshe leitete auch den Kibbutz Herzog in dem DP-Lager in Hessisch-Lichtenau. Er kam 1947 in Darmstadt an und lebte dort in dem Kibbutz. Am Tag besuchte Moshe als Gasthörer Vorlesungen an der Universität und abends unterrichtete er an der Berufsfachschule. Vertreter der Jewish Agency kamen nach Darmstadt, um die Studenten nach Erez Israel zu bringen. Im April 1948 verließ Moshe als erster die Schule um sich der Gruppe Irgun anzuschließen und in Palästina zu kämpfen. Irgun war eine zionistische Untergrundorganisation in Palästina zwischen 1931 und 1948, die auch unter dem Namen Etzel bekannt waren. Laut Moshe kam er mit dem Schiff Teti von Marseille nach Palästina und erreichte Tel Aviv am 15. Mai 1948. Er schloss sich umgehend der Irgun an. Nach dem Vorfall des Schiffes Altalena wurden die Irgun und die Haganah aufgelöst und ihre Einheiten gingen in der israelischen Armee auf. Moshe kämpfte bis Ende 1948 im Palästinakrieg. Im August 1949 wurde er entlassen. Er heiratete Miriam Kalmus am 8. November 1949 und hatte zwei Töchter. Nachdem seine Frau 1980 verstorben war, heiratete er 1981 Falla Minkowitz, mit der er nach Kanada auswanderte. Moshe Mordchelewitz verstarb im September 2011.

## Ausstellung

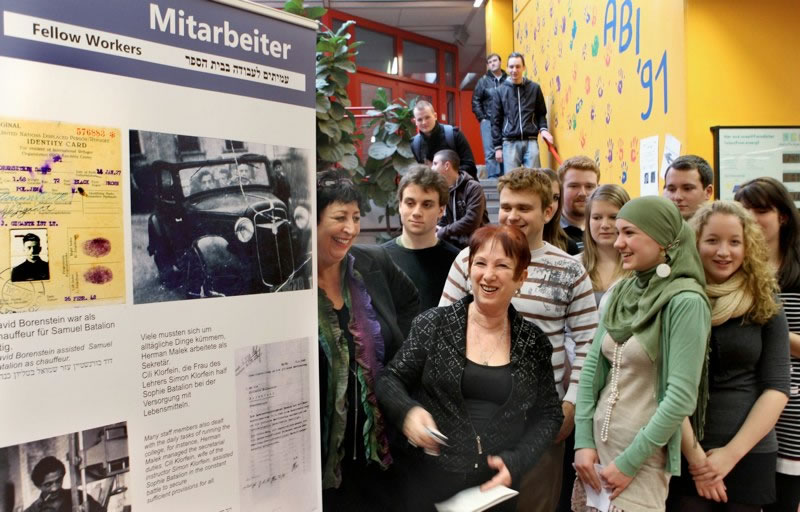
Ausstellungseröffnung in Darmstadt

Lea Dror-Batalion recherchierte über ihren Vater Samuel Milek Batalion und die Jüdische Berufsfachschule Masada. Das Ergebnis ist eine Ausstellung über die Jüdische Berufsfachschule Masada, die in Zusammenarbeit mit Renate Dreesen und Schülern der Heinrich-Emmanuel-Merck-Schule in Darmstadt und Unterstützung der Universität Haifa und des Bucerius Institute for Research of Contemporary German History and Society entstand.
Die Ausstellung wurde 2011 in Darmstadt und an der Friedrich-Schiller-Universität Jena gezeigt. Sie soll auch in anderen Städten in Deutschland und Israel gezeigt werden.